# نشریات (آلبوم)
«نشریات» (به انگلیسی: Journals) آلبومی از هنرمند اهل کانادا جاستین بیبر است که در ۲۳ دسامبر ۲۰۱۳ منتشر شد.Rodney Roy Jerkins‎
این آلبوم در چارت‌های دانمارک، نروژ جزو ده آلبوم اول قرار گرفت.

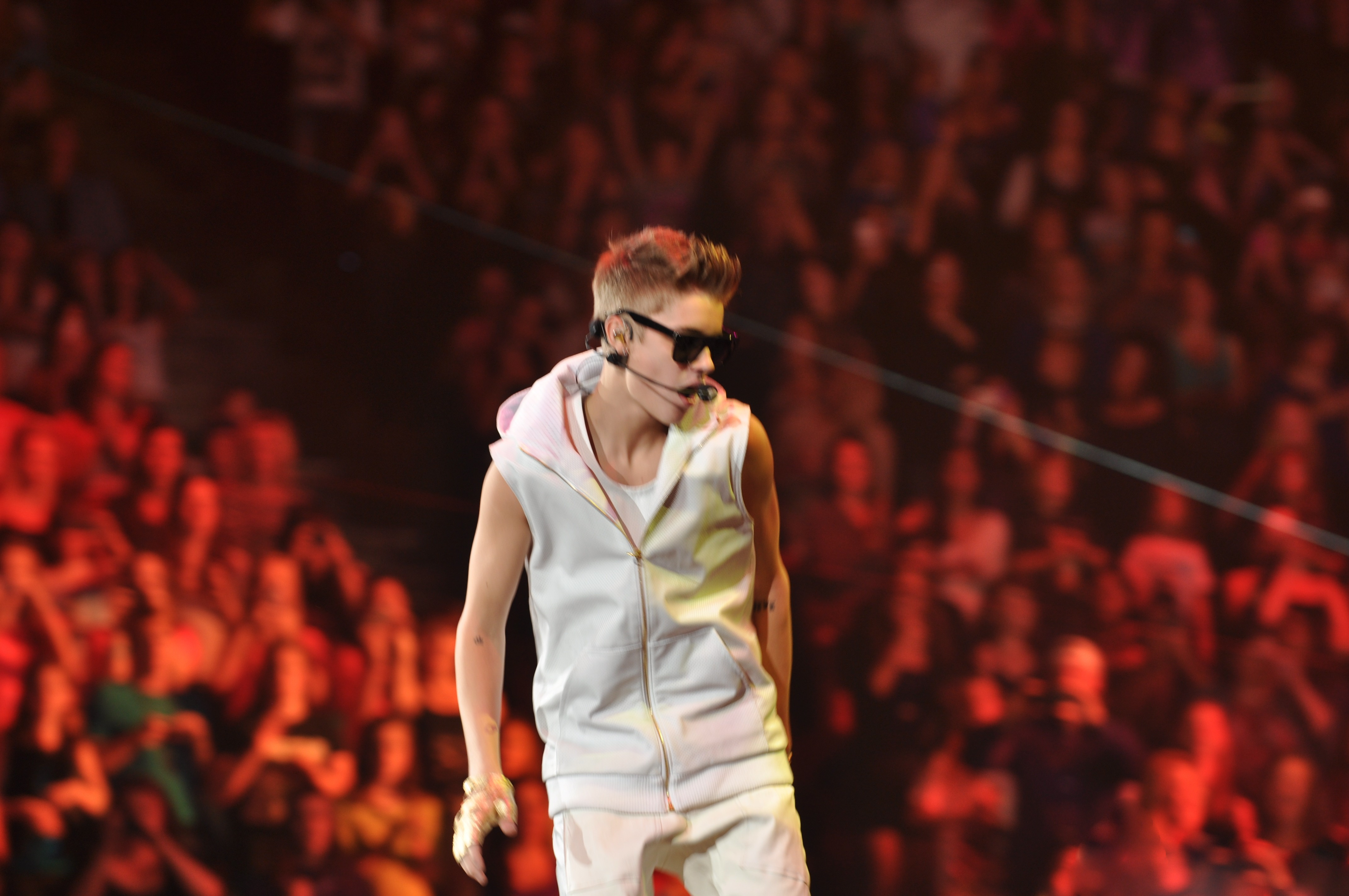
تصویری از جاستین بیبر خالق آلبوم نشریات است.